# Jean-François Champollion
Jean-François Champollion (Figeac, Lot megye, 1790. december 23. – Párizs, 1832. március 4.) francia klasszika-filológus, orientalista, az egyiptológia tudományának megalapítója, az ókori egyiptomi hieroglif írás megfejtője.
Elődei (Antoine-Isaac Silvestre de Sacy, Johan David Åkerblad, Thomas Young és William John Bankes) munkájára építve Champollion 1822-ben a rosette-i kő egyes részeit lefordította, és bebizonyította, hogy az óegyiptomi nyelv hasonlított a kopt nyelvhez, és hogy írásrendszere fonetikus és ideografikus jelek kombinációja.

## Élete és nyelvtehetsége
Champollion a család hetedik gyermekeként született, de két testvére már az ő születése előtt meghalt. Grenoble-ban élt néhány évig, és már gyermekként megmutatkozott kivételes nyelvi tehetsége. 16 éves korára már tucatnyi nyelvet ismert, és a Grenoble-i Akadémián a kopt nyelvről tartott előadást. 17 éves korában beválasztották a Tudományos Akadémia rendes tagjának. 20 éves korára a következő nyelveken beszélt: latin, görög, héber, arab, szír, káldeus, amhara, szanszkrit, avesztai, pehlevi, perzsa és kínai, anyanyelvén, a francián kívül. 1809-ben tanársegéd lett történelemből Grenoble-ban.
A keleti nyelvek iránti érdeklődésének, különösen kopt nyelvismeretének köszönhetően megbízták az akkor felfedezett rosette-i kő megfejtésével. 1822–1824 között csak ezzel a feladattal foglalkozott. 1824-es munkája, a Précis du système hiéroglyphique egy új tudománynak, az egyiptológiának vetette meg az alapjait. Felismerte a torinói királylista fontosságát is. Egyiptom iránti érdeklődése Napoléon Bonaparte tábornok 1798–1801 közötti egyiptomi hadjárataival kezdődött. Később a Collège de France egyiptológia-professzorává nevezték ki.

## Az egyiptomi hieroglifák megfejtése
Thomas Young az elsők között volt, akik megkísérelték megfejteni az egyiptomi hieroglifákat. Munkáját Åkerblad svéd diplomata démotikus ábécéjére alapozta, ami 29 betűt tartalmazott. Åkerblad úgy vélte, hogy az írás vagy teljesen fonetikus vagy alfabetikus. Young ugyanezt gondolta, és 1814-re teljesen lefordította a rosette-i kő démotikus szövegét (86 démotikus szót azonosított be). Young ezután a hieroglifák felé fordult és elért valamennyi haladást, azonban nem ismerte fel, hogy a démotikus szöveg és a hieroglifák, bár ugyanazt fejezik ki, mégsem egymás szó szerinti megfelelői. Munkájáról 1823-ban kiadta a Account of the Recent Discoveries in Hieroglyphic Literature and Egyptian Antiquities című művét. Az Encyclopaedia Britannicában már 1818-ban megjelent pár következtetése, a később híressé vált Egypt című cikkében.
Amikor Champollion kiadta a hieroglifák fordításának saját változatát, Young dicsérte a munkáját, de ugyanakkor azt állította, hogy azok az ő kutatásain alapulnak, és részt kért az elismerésből. Champollion tagadta Young állítását, és nem ismerte el hozzájárulását a fordításhoz. Ezt követően szemben álltak egymással, és nem kis részben az adott kor politikai feszültségei miatt az angolok Youngot, a franciák Champolliont támogatták. Champollion, aki a hieroglifák nyelvtanának feltárása után rámutatott a Young által elkövetett hibákra, kitartott a mellett, hogy a hieroglifákat egyedül fejtette meg. 1826 után azonban, amikor a párizsi Louvre kurátora volt, betekintést engedett Youngnak a démotikus kéziratokba.

## A francia–toszkán expedíció
1827-ben Ippolito Rosellini, akit az olasz egyiptológia megalapítójának tekintenek, Párizsba ment egy évre, hogy elmélyítse ismereteit a Champollion által javasolt kódmegfejtési módszerben. A két nyelvész elhatározta, expedíciót szerveznek Egyiptomba, hogy megerősítsék a felfedezések érvényességét. A Champollion vezette kutatóút, amelyben barátja és első tanítványa, Rossellini volt a segítségére, később a francia–toszkán expedíció néven vált ismertté, azt ugyanis II. Lipót, Toszkána nagyhercege és X. Károly, Franciaország királya egyaránt támogatta.
1828. július 21-én a tizennégy fős csapat Toulonban felszállt az Eglé nevű hajóra, és elindult Egyiptom felé. Egyiptomban a Níluson felfelé hajózva hatalmas mennyiségű emlékművet és feliratot vizsgáltak meg. Az expedícióról és annak eredményeiről az 1845-ben kiadott Monuments de l’Egypte et de la Nubie című könyv tudósított. Az expedíciónak sajnos szakszerűtlenségből következő károkozást is fel lehet róni (talán azért, mert Champollion nem volt régész). Ezek közül megemlíthető az az eset, amikor tönkretették a Királyok völgyében I. Széthi sírját (KV17), ahonnan a tanulmányozás közben eltávolítottak két nagyméretű képet, melyek egymás tükörképei voltak. A képek jelenleg a Louvre-ban és a firenzei múzeum gyűjteményében találhatók.

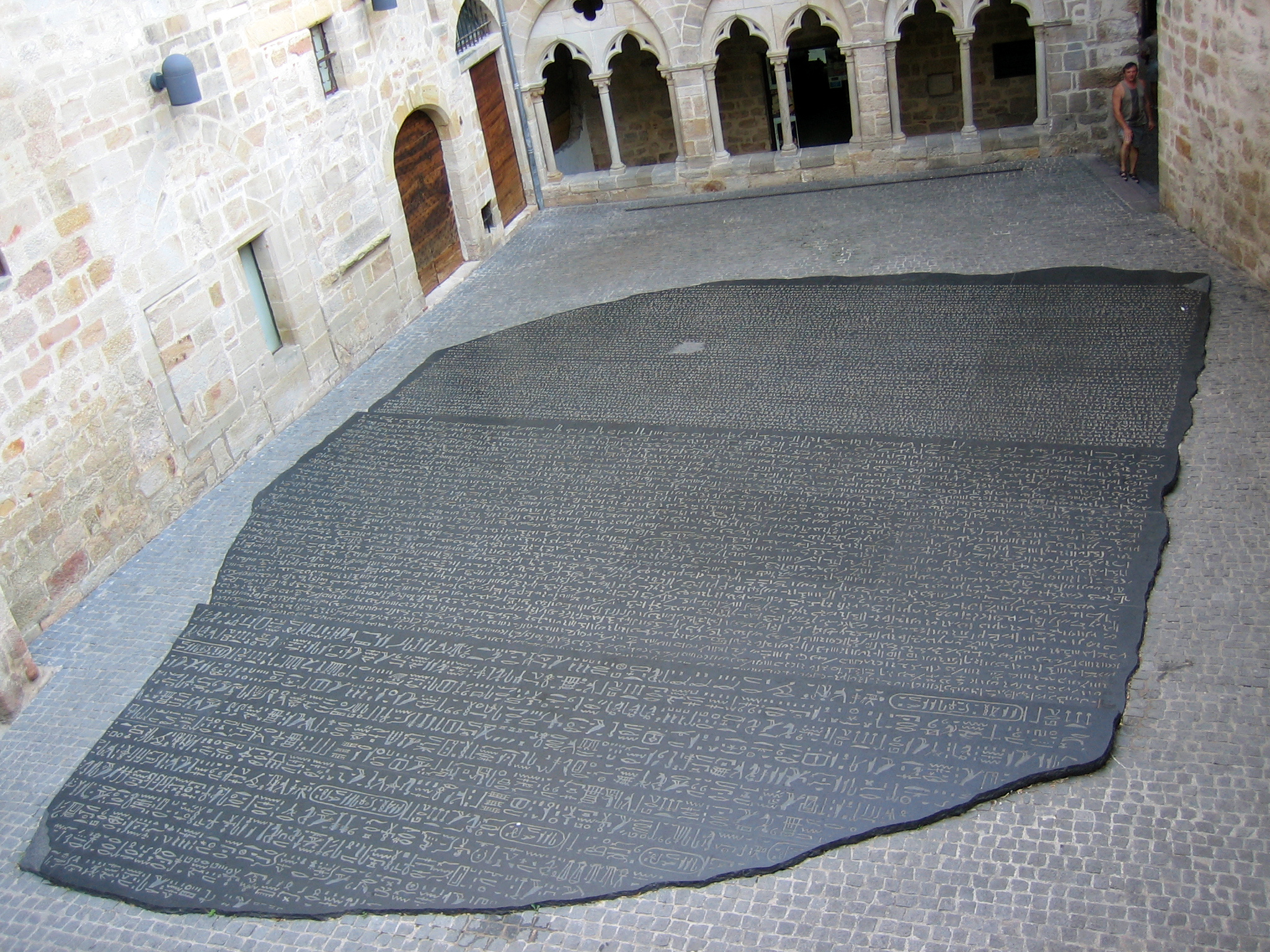
A rosette-i kő nagy méretű modern másolata Figeac-ban, az Írások terén (Place des Écritures).

Kimerülten a fizikai munkától, Champollion szívszélhűdésben halt meg 1832-ben, 41 éves korában. A Père-Lachaise temetőben helyezték örök nyugalomra. Egyik fivére, Jacques Joseph Champollion-Figeac szerkesztette néhány munkáját. Az ő fia, Aimé-Louis (1812–1894) a két fivér életrajzát írta meg.